# Pseudocorynopoma heterandria
Pseudocorynopoma heterandria är en fiskart som beskrevs av Eigenmann, 1914. Pseudocorynopoma heterandria ingår i släktet Pseudocorynopoma och familjen Characidae. Inga underarter finns listade i Catalogue of Life.